# Erik Dekker

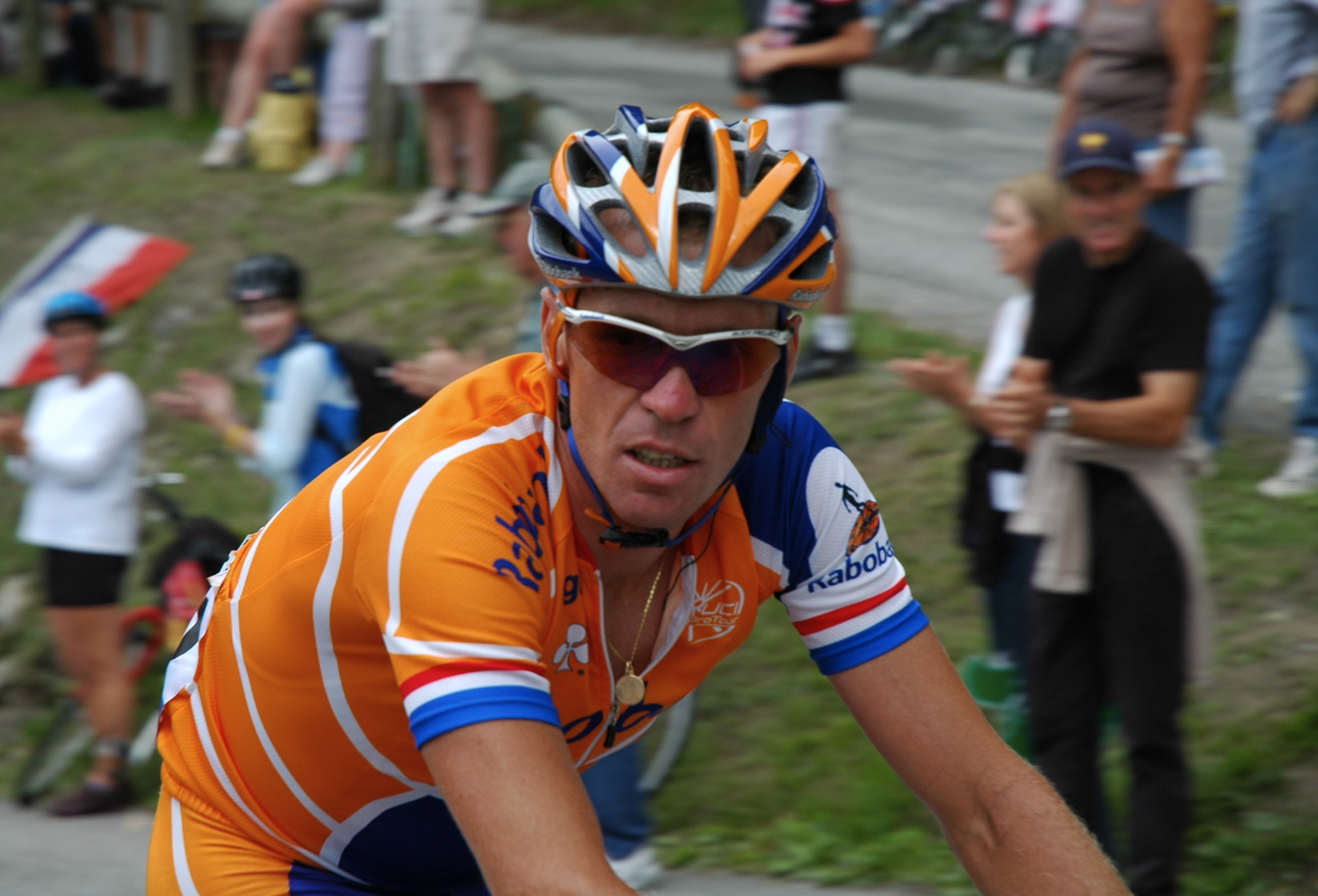
Erik Dekker under 2005 års Tour de France.

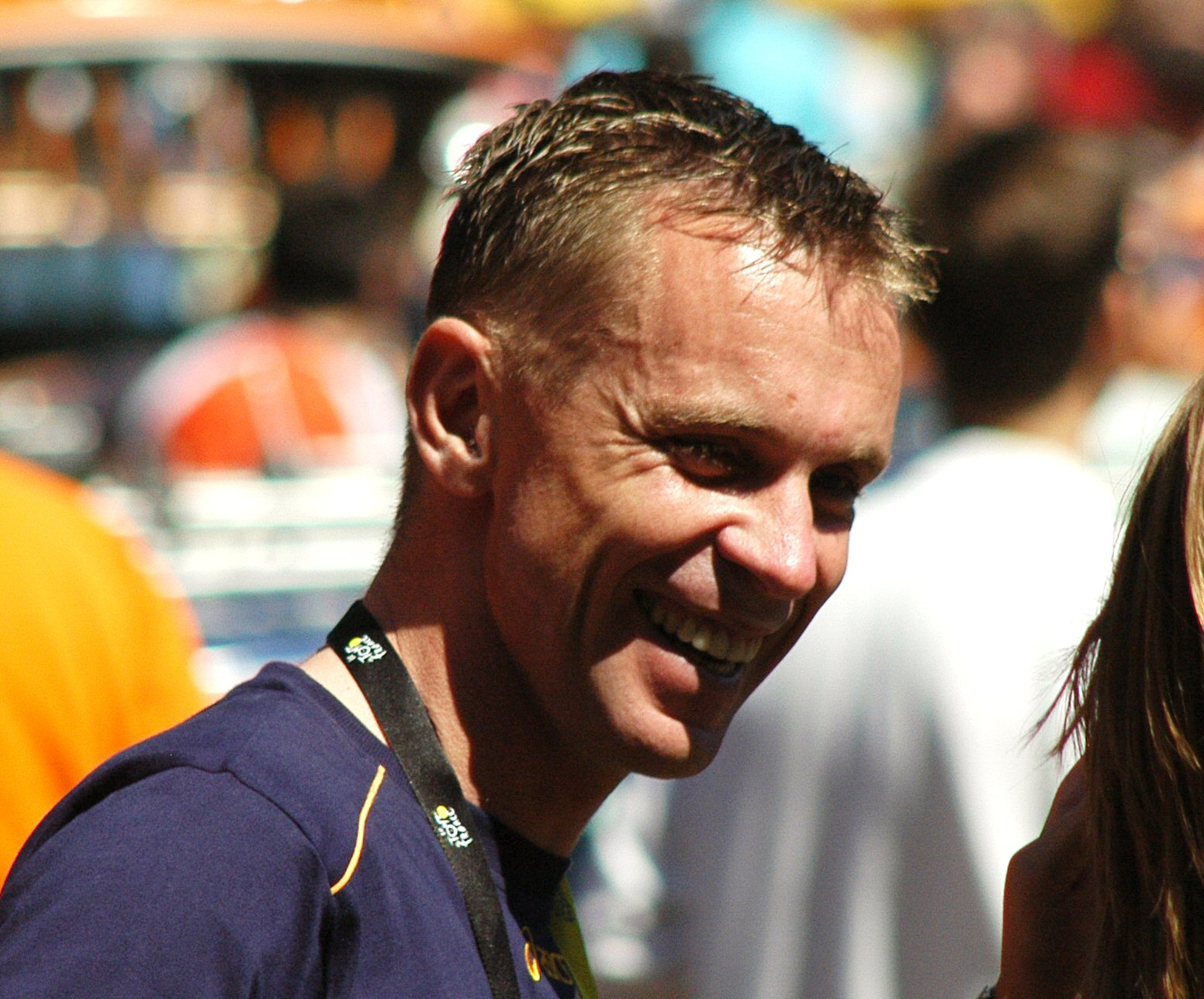
Efter den aktiva cykelkarriären blev Erik Dekker sportdirektör i Rabobank.

Hendrik "Erik" Dekker, född 21 augusti 1970 i Hoogeveen, är en nederländsk tidigare professionell tävlingscyklist.

## Karriär
Erik Dekker blev professionell med det nederländska stallet Buckler 1992. Efter ett år bytte stallet sponsor till WordPerfect. WordPerfect bytte huvudsponsor till Novell 1995, men året därpå gick banken Rabobank in som sponsor. Stallet hette därefter Rabobank. Erik Dekker tävlade med det nederländska stallet tills han avslutade sin cykelkarriär. Dekker skulle ha avslutat sin karriär hösten 2006 men med anledning av en olycka under Tour de France 2006 avslutade han sin karriär efter det franska etapploppet. Sedan säsongen 2007 är Dekker sportdirektör i Rabobank.
Dekker blev utvald till bäste nederländske idrottare 2001.
Dekker blev tvåa vid juniorvärldsmästerskapen i Bergamo 1987. Han fick också vara med i de olympiska sommarspelen 1992 i Barcelona, Spanien, där han slutade tvåa i linjeloppet. Han blev proffscyklist efter OS 1992 och deltog i Tour de France första gången 1994. 
Första vinsten som professionell var en etapp på Vuelta al País Vasco 1994. 
Dekker vann Nederländerna runt 1997, 2000 och 2004. Säsongen efter första segern i etapploppet, 1998, var han skadedrabbad. 
Dekker lyckades vinna tre etapper i Tour de France 2000 trots att han varken är en spurtspecialist eller tillhör de bästa cyklisterna i sammandraget. Han vann också tävlingen som den mest offensiva cyklisten. Även under Tour de France 2001 vann nederländaren en etapp. 
Erik Dekker vann Clásica de San Sebastián säsongen 2000. Han vann också de nederländska nationsmästerskapens tempolopp, en titel som han också hade 1996 och 2002.
Under säsongen 2001 vann Dekker Amstel Gold Race. I slutet av säsongen vann han också världscupen. Under säsongerna 2002 och 2003 var han återigen skadedrabbad, men vann trots det Tirreno-Adriatico 2002 och Grand Prix Erik Breukink 2003. Han kom tillbaka och vann den franska klassikern Paris-Tours 2004.
Dekker vann det svenska etapploppet Postgirot Open 1994 och 1995.
Erik Dekkers bror Dick Dekker var proffscyklist mellan 1987 och 1993.

## Meriter
1994
Postgirot Open
1995
Postgirot Open
Rund um Köln
1996
 Nationsmästerskapens tempolopp
1997
Nederländerna runt
1999
GP Eddy Merckx (med Marc Wauters)
2:a, Nederländerna runt
2000
 Nationsmästerskapens tempolopp
Tour de France, 3 etapper
Nederländerna runt
Clásica de San Sebastián
2001
 UCI World Cup
Tour de France, 1 etapp
Vuelta a Andalucía
Amstel Gold Race
2002
 Nationsmästerskapens tempolopp
Tirreno-Adriatico
2003
Grand Prix Erik Breukink
2004
Paris-Tours
Nederländerna runt
4:a i  UCI World Cup
7:a, Amstel Gold Race
 Nationsmästerskapens linjelopp

## Stall
- Buckler 1992
- WordPerfect 1993–1994
- Novell 1995
- Rabobank 1996–2006